# Chesiadodes bicolor
Chesiadodes bicolor là một loài bướm đêm trong họ Geometridae.